# Suiza durante la Alta Edad Media

Territorios de Borgoña y de Suabia hacia el año 1000.

Este artículo sobre Suiza en la Alta Edad Media comprende la historia de las diferentes culturas que habitaron el actual territorio suizo durante el período que va desde la retirada de las tropas romanas en territorio italiano hasta la creación de la Confederación de los III cantones. Durante este período, Suiza no era una entidad política unida, sino que, por el contrario, se encontraba dividida y fragmentada entre diferentes reinos, primero de los burgundios y alamanes, luego de los francos y finalmente de los carolingios, que se dividían la futura Suiza según las herencias patrimoniales.
Hacia el final del siglo III, en el actual territorio suizo se produjeron invasiones bárbaras de los alamanes de Germania Magna, especialmente en 260, cuando saquearon numerosas ciudades, se dirigieron progresivamente al Rin, a lo largo del cual los emperadores romanos del siglo IV habían construido barreras defensivas (fortalezas y torres de vigilancia). A partir de 401, la población inquieta fue migrando hacia el sur y abandonó las ciudades de Nyon, luego de Augusta Raurica, al tiempo que las tropas romanas abandonaban el Rin marchando al sur de los Alpes, y abandonando también definitivamente el territorio de Suiza a los pueblos germánicos llamados «foederati», primero el pueblo burgundio, luego los alamanes. Estos se habían ido estableciendo en el centro y el este del país en busca de tierras cultivables, e impusieron allí sus dialectos germánicos. Hacia 443, los burgundios se asentaron al oeste del país en una región llamada Sapaudia («país de los abetos»), que corresponde a Saboya, e hicieron de Ginebra una de sus capitales. Los burgundios se asimilaron con la población galorromana, conservando el latín como idioma.
Al caer el Imperio romano, cuando Odoacro depuso al último emperador romano Rómulo Augústulo en 476, esos foederati se transformaron progresivamente en reinos, extendiéndose de forma considerable en el valle del Ródano, el ahora cantón del Valais, y los puertos de montaña alpinos. La frontera entre alamanes y burgundios quedó fijada entre los siglos VIII y IX. Las regiones de los Alpes orientales se vieron poco afectadas por esas invasiones y mantuvieron -incluso hasta hoy- un dialecto del latín vulgar, el romanche, también llamado retorrománico. La zona del Tesino, en el sur de la actual Suiza y parte de la Galia Cisalpina, permaneció bajo el control de la península itálica.
En 534, los francos vencieron al rey burgundio Segismundo y se anexionaron su reino, propiciando el asentamiento de los alamanes, a los que habían vencido previamente. Dos años más tarde, el ducado de los alamanes siguió su camino. En la región bajo dominio alamán, solo permanecieron comunidades cristianas aisladas. La misión hiberno-escocesa reintrodujo la fe cristiana a principios del siglo VII. Los francos conquistarán la Recia en 550, completando así su toma de control del conjunto del territorio helvético.
El territorio suizo formó parte del imperio de Carlomagno, y los monasterios y obispados se constituyeron en bases importantes para mantener el poder. Tras la muerte del emperador, el Tratado de Verdún de 843 dividió el Imperio en tresː Francia Occidental, Francia Media y Francia Oriental. El territorio suizo se vio dividido entre la Francia Media, al oeste (al que correspondió la Borgoña, la parte occidental de la Suiza actual) y la Francia Oriental de Luis el Germánico, al que correspondió el reino alamán (la parte oriental suiza y el futuro ducado de Suabia), que formará parte del Sacro Imperio Romano Germánico. El feudalismo se impuso al final del siglo IX, cuando varias familias trataron de asentar su autoridad sobre diferentes partes del territorio: los condes de Saboya, sobre el Vaud, Ginebra (cuyos condes son depuestos) y el Valais; los condes de Gruyère, sobre el interior del territorio de Friburgo; los Zähringen, fundadores de numerosas ciudades, entre otras Friburgo y Berna; los Kiburg, que se instalaron en la meseta suiza; los Hohenstaufen y los Habsburgo, que se establecieron en la región desde Zúrich hasta el paso de San Gotardo.
La habilitación del paso de San Gotardo, entre las regiones de Uri y el Tesino, con la ayuda de los Walsers inmigrantes recientes y expertos en construcción de caminos, al inicio del siglo XII, tuvo consecuencias importantes: el puerto del Gran San Bernardo, en el Valais, perdió importancia en el comercio internacional, lo que causó una crisis económica de dos siglos en el valle del Alto Ródano. En recompensa por ese trabajo, el Uri obtuvo «por servicios prestados al emperador» la Inmediación imperial que los independizó prácticamente de los Habsburgo, enriqueciéndose por los peajes y la venta de servicios (guías y posadas), lo que avivó evidentemente la codicia de los Habsburgo.
La omnipresencia y el poder de los Habsburgo, unidos a su voluntad de extender sus dominios y arrebatar las riquezas de los pequeños ducados y condados suizos, preocupaban a la pequeña nobleza local, que no tenía, sin embargo, la entidad necesaria para oponerse a su poder, por lo que no les quedó otra opción que servir a los extranjeros para sobrevivir. Por su parte, los campesinos pobres soportaban cada vez con más dificultad los pesados impuestos que debían pagar para beneficio exclusivo de una aristocracia extranjera que les imponía sus leyes sin tener en cuenta sus costumbres tradicionales. Los Waldstätten (literalmente «Comunidades del Bosque», la agrupación de los cantones primitivos) de los valles del lago de los Cuatro Cantones o lago de Lucerna, trataron en 1240 de oponerse a esa amenaza con una revuelta, pero fracasaron y fueron duramente reprimidos, al igual que las ciudades de Berna y sobre todo Zúrich, que acabaron casi en ruinas. Poco después, se constituiría en 1291 la Confederación de los III cantones, primera etapa de formación de la Antigua Confederación Suiza.

## Las invasiones bárbaras
Después del abandono del limes por el Imperio romano en 260, la situación de los romanos y de los galorromanos en el hoy territorio suizo se volvió rápidamente precaria. Por temor a las invasiones alamanas, las tres cuartas partes de las propiedades rurales de la meseta suiza fueron abandonadas y sus ocupantes se retiraron a Recia o al valle del Po.
Las poblaciones restantes se fueron refugiando poco a poco en los castra evacuados por la legión romana o, si era necesario, en las alturas del macizo del Jura o de los Alpes. En su mayoría, esas poblaciones continuaron viviendo según las formas y costumbres romanas, mientras sufrían la crisis económica del Bajo Imperio Romano.

### Los burgundios

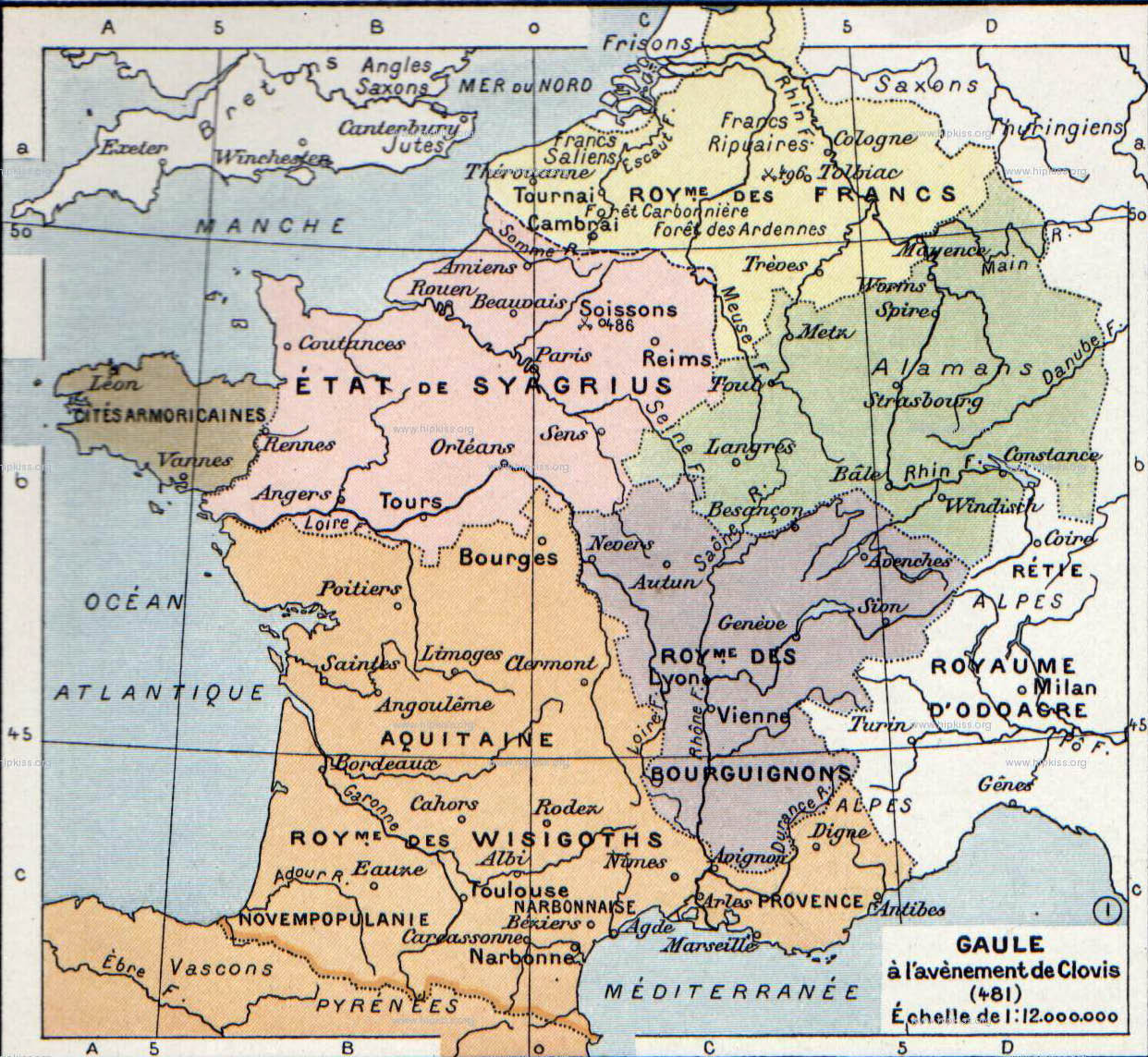
La Galia en 481.

Contrariamente a los temores de la población, no fueron los alamanes, sino los burgundios los primeros que se asentaron en la región. Los burgundios corresponden más a una realidad militar que a una circunstancia verdaderamente étnica: componían, como muchos bárbaros, las tropas auxiliares que defendían el Imperio y estaba fuertemente romanizados. Era un ejército de combatientes heterogéneos. Sus tumbas, muy difíciles de distinguir de las de las poblaciones locales, contienen una variedad de material funerario tanto del mundo galorromano como germánico. El entierro en pareja, la práctica de la deformación craneal, además de la presencia de caracteres presumiblemente mongoloides en la dentición de los esqueletos burgundios, evocan una fuerte presencia de poblaciones de origen húnico dentro de este ejército.
En 411, el emperador Jovino estableció un primer reino burgundio en la región de Worms, en la margen izquierda del Rin, para asegurar la frontera amenazada por las invasiones de 406.
En 435, los burgundios se rebelaron y saquearon Bélgica. Derrotados por el general romano Aecio, aliado a los hunos, en 435 y 436, conservaron el recuerdo de su derrota en lo que más tarde se convierte en el Cantar de los Nibelungos.
En 443, según la Chronica Gallica de 452 Aecio les concedió el perdón y trasladó a los reliquiis Burgundionum  ('los restos del pueblo burgundio', en latín ) a las civitates de Ginebra, Nyon y Avenches. Ocuparon así una zona, denominada Sapaudia ('el país de los abetos', que más tarde daría origen al nombre de Saboya, aunque el territorio no era el mismo) que iba desde la cuenca del Aar hasta el macizo del Jura, el lago Lemán y el ahora departamento de Ain, con el objetivo de mantener la Via Francigena  que unía Roma con Canterbury pasando a través del Gran Paso de San Bernardo, Saint-Maurice, a lo largo del lago de Ginebra hasta Lausana y repeler una posible invasión de los alamanes a los que ya habían batido. En 451, los burgundios lucharon con el ejército romano que derrotó a Atila en la batalla de los Campos Cataláunicos.
Protectores de uno de los principales ejes comerciales entre Roma y el norte de Europa, pero también del Imperio contra los alamanes y los bagaudas, los burgundios, ya muy romanizados, fueron bien recibidos por la población local y en particular por la aristocracia y la Iglesia. La aristocracia galorromana desconfiaba de los contingentes procedentes de Italia y, aplastada por los impuestos imperiales, ya no veía en el Estado imperial más que un obstáculo para el desarrollo de su hegemonía social y estaba a favor del acantonamiento regional de un ejército burgundio. Muy circunspecta con la corte de Rávena, esa aristocracia esperaba que el acuartelamiento de un ejército burgundio les proporcionase una protección eficaz que lograrían controlar, permitiéndoles a ellos liberarse de la tutela imperial. Por su parte, la corte de Rávena favorecía a los burgundios en los que veía un contrapeso al ascenso al poder de los visigodos. El Imperio renunciaba a los impuestos que extraía de la región: estos se repartían en dos tercios de impuestos de la tierra y un tercio del impuesto de capitación al pueblo burgundio, el resto se pagaba a la curia de Ginebra. A cambio, los habitantes de la región de Ginebra mantendrían una guarnición de soldados, en torno a la cual se concentraba la mayor parte de las viviendas.
Después de la caída de Rómulo Augustulo, el último emperador occidental en 476, los emperadores de Constantinopla, bajo cuya autoridad se encontraba reunificado el Imperio, confiaron en los burgundios para luchar mejor contra el reino ostrogodo que se estaba formando en Italia.

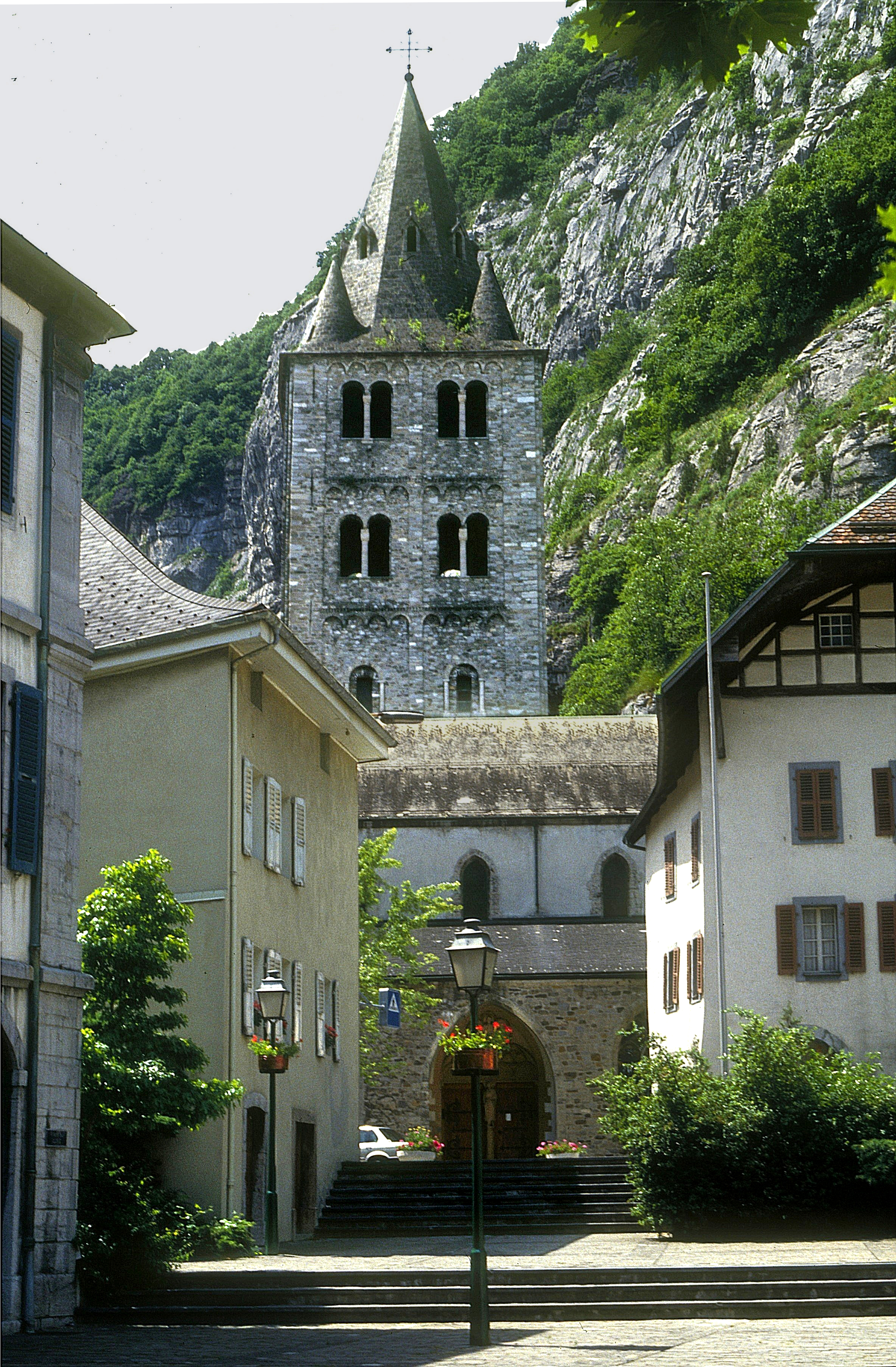
Vista de la abadía de San Mauricio de Agauno.

El reino que se instauró a partir del siglo V tras la caída del último emperador romano, aunque dirigido por un rey burgundio desde 451, contaba con numerosos romanos entre sus notables. De hecho, en todos los estratos de la sociedad se asistió a una asimilación romana, ya fuese a nivel lingüístico (donde el latín se convirtió en lengua única), cultural, legislativo o religioso con la conversión de los burgundios al catolicismo. Poco a poco, el reino burgundio se extenderá hacia el sur, hasta llegar a Lyon, luego al río Durance en 470, y hacia el este con el Valais y los pasos alpinos antes de declarar su independencia de Roma en el año 476. El rey burgundio Gundebaldo (r. 473-516), impulsor de la «ley gombette», el único código civil y penal germánico que se ha conservado, estableció entonces su capital en Lyon, con Ginebra y Vienne como capitales secundarias; fue el primero en utilizar el término Burgundia  (que más tarde se convirtió en Bourgogne, Borgoña) para designar a su reino. Su esposa Caretena, una cristiana piadosa que tranquilizaba a la población gala local con su fe, hizo construir una iglesia en Lyon que dedicó a San Miguel arcángel. Su hijo Segismundo (r. 516-524) fue coronado rey en Carouge y se instaló en Ginebra en 505-506, antes de fundar la abadía territorial de San Mauricio de Agauno en 515, fortaleciendo así su conversión y la de su pueblo, originalmente arrianos, al catolicismo. En 493, Gundebaldo firmó un pacto de no agresión con el rey Clodoveo I, que se casó con la heredera burgundia, Clotilde. Pero, más que la conversión de Clodoveo al cristianismo, fueron las ambiciones del hermano de Gundebaldo, que apeló a los francos, las que hundieron al Estado en la guerra. En 500, Clodoveo derrotó a Gundebaldo en Dijon y acordó levantar el sitio de Aviñón contra el pago de un tributo anual.
Según la crónica de Mario de Avenches, Segismundo fue ejecutado en 523 con su mujer e hijos cerca de Orléans y su hermano Gundemaro III fue a su vez proclamado rey al año siguiente, el último de los reyes burgundios. Sin embargo, su reinado duró poco, ya que el reino burgundio fue conquistado por los francos merovingios, quienes lo anexionaron y lo dividieron ya en 534.

### Los alamanes

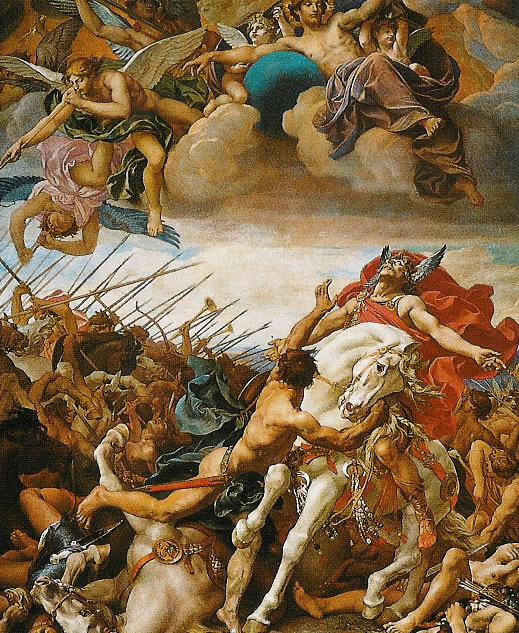
Fresco que representa la batalla de Tolbiac (196) en el Panteón de París.

Los alamanes (o alemanes) eran, originalmente, un conglomerado heterogéneo de poblaciones nórdicas según el historiador griego Agatías, lo que parece ser corroborado por investigaciones arqueológicas modernas que describen a los alamanes como un agregado formado en el siglo II por diferentes tribus inmigrantes de Alemania, de ahí su nombre de «Alamannia» que se traduce literalmente como 'todos los hombres' y más prosaicamente como 'gentes de todo tipo'. Durante los siglos III y IV, habrían forzado el limes romano y saqueado la mayor parte de las ciudades de la meseta, incluidas Augusta Raurica y Aventicum. Después de la retirada de las tropas romanas, los alamanes ocuparon la orilla derecha del Rin y desde mediados del siglo V, Alsacia. En otras tentativas de expansión se enfrentaron a los bávaros en el este y a los burgundios en el oeste en 480.
La llegada de los alamanes a la región trajo nuevas costumbres políticas, económicas y sociales. En efecto, esas tribus se consideraban exentas de toda dependencia económica, ya fuese heredada o transmitida por herencia; el hecho de portar un arma simbolizaba esa libertad económica. Además, esas tribus solían administrar parte de su territorio como propiedad colectiva, lo que implicaba tanto la noción de propiedad privada como de propiedad cooperativa, administrada directamente por pequeñas comunidades. Esta forma de pensar, que se desarrolló más adelante, chocaba con la doctrina económica romana basada en la centralización estatal y la delegación en funcionarios impuesta a las poblaciones locales.
En 496 y 497, los alamanes fueron derrotados varias veces por los francos, en particular durante la batalla de Tolbiac, cerca de Colonia, donde según la leyenda, el rey de los francos, Clodoveo I, prometió convertirse al cristianismo en caso de victoria. Después de la batalla, los vencidos se refugiaron con los ostrogodos bajo la protección del rey Teodorico el Grande, que entonces reinaba en Italia. A principios del siglo VI, los alamanes se asentaron en la meseta suiza y en los altos valles réticos como inmigrantes, hasta la región del lago de Biel, donde chocaron con sus antiguos enemigos, los burgundios, con los que se enfrentarían a lo largo de los siglos VI y VII. Esa región pasó a estar bajo dominio de los francos en 536 por regalo de los ostrogodos, incluyendo así al pueblo alamán y a su territorio en el reino: en 561, el ducado de Alemania pasó a formar parte de Austrasia, cuya capital era Metz.
La hostilidad entre burgundios y alamanes se tradujo en una nueva destrucción de la capital de la Helvecia romana, Avenches, en 610-611, tras la batalla de Wangen (en el actual cantón de Soleura), según la crónica merovingia de Fredegario. A partir del siglo VII, la ciudad fue conquistada por los alamanes, que la rebautizaron como «Wyflisburg», que aún hoy es su nombre en alemán y que más tarde dio origen al mito nórdico de la destrucción de la ciudad de Vifilsbord en la Saga de Ragnar del siglo XIII.
Además de las invasiones y los pillajes debidos a la guerra, el territorio de la actual Suiza también fue presa de los elementos naturales: en 563, el obispo Mario de Avenches describió en su Crónica el deslizamiento en el Valais del monte Tauredunum, que nunca ha podido ser localizado con precisión. Al desmoronarse, esa montaña destruyó una ciudad y varios pueblos antes de provocar un maremoto en el lago Lemán que destruyó todo a su paso, incluida buena parte de la ciudad de Ginebra, con los puentes de la Île que cruzaban el río Ródano.
El ducado de Alamania desapareció en 746, cuando Carlomán I, un mayordomo de palacio carolingio, hizo asesinar a la mayoría de los señores de la guerra alamanes durante una asamblea que había convocado en Cannstatt para castigarlos por su participación en un levantamiento organizado por el duque Odilón de Baviera contra Pipino el Breve. Las consecuencias fueron políticas y territoriales. La masacre de Cannstatt puso fin a la rebelión de los alamanes contra los francos y, en general, a las recurrentes incursiones de estos últimos en territorio franco. Por otra parte, las posesiones germánicas pasaron a manos de los francos, que ampliaron así su dominio. Ese reino de Alamania, que incluía entonces la mayor parte de Alsacia, la Suiza alemana, Baden-Wurtemberg (ahora Alemania) y Vorarlberg (Austria), se convertiría en 751 en parte integral del Imperio carolingio, al igual que lo haría el reino lombardo en 773.

### El nacimiento delRöstigraben

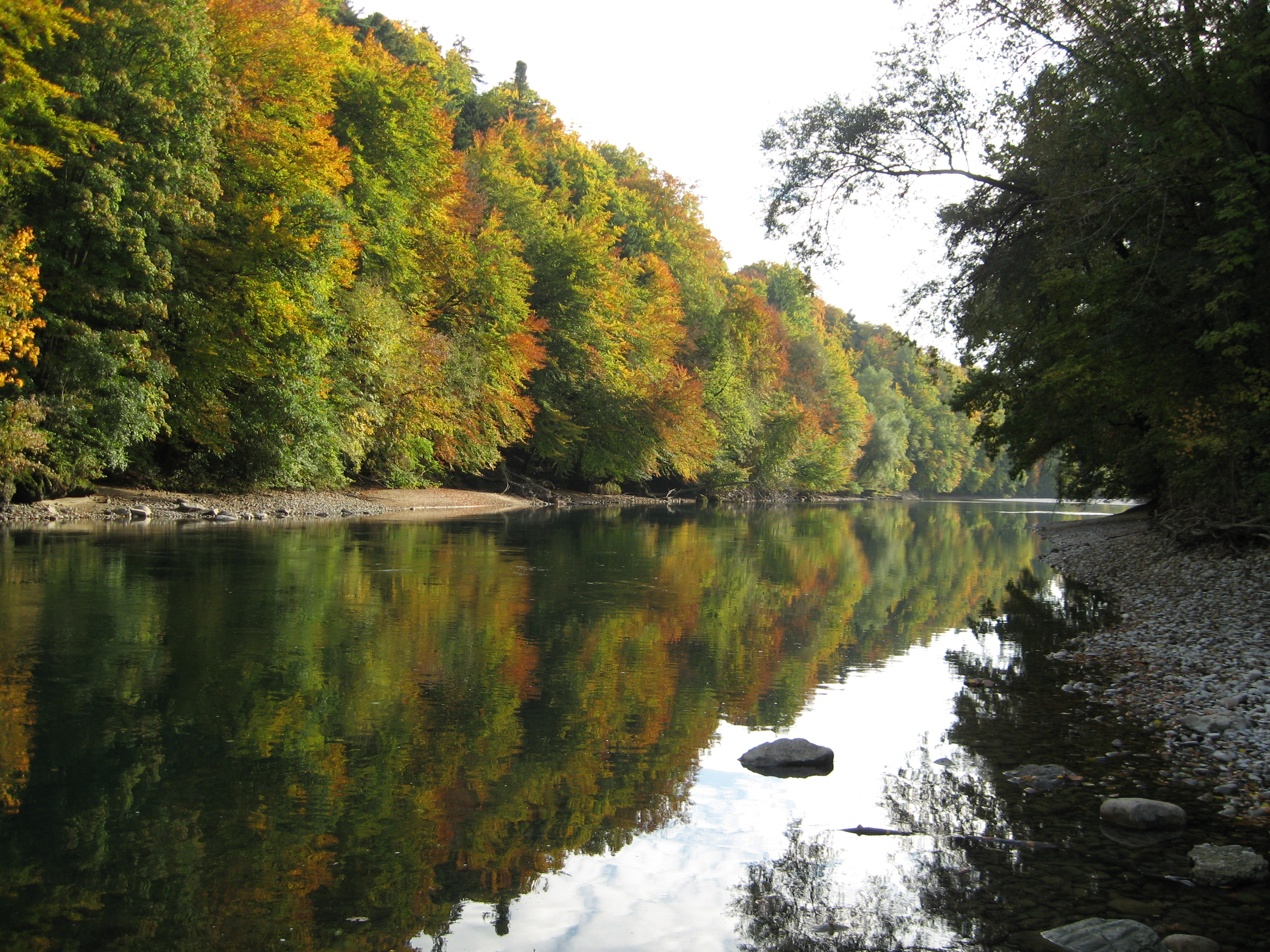
Durante mucho tiempo el río Aar marcó la frontera lingüística.

El empuje de los alamanes sobre la meseta suiza se detuvo en las orillas del río Aar, donde la presencia romana se volvía demasiado fuerte. Mientras los burgundios habían asimilado la lengua y la cultura latinas, los alamanes conservaron su cultura, sus leyes y su lengua, que está en el origen de los dialectos alamanes, estableciendo así una frontera cultural y lingüística que aún persiste hasta hoy bajo el nombre informal de Röstigraben (en alemán, 'la barrera del rösti').
El estudio de los nombres de las localidades permite rastrear las zonas sujetas a la influencia más o menos profunda de las diferentes lenguas. Así, si los nombres de los pueblos terminados en -ens ou -ence, frecuentes en los cantones de Friburgo y de Vaud hasta las orillas del lago Lemán, son de origen alamán y muestran así amplias aperturas en el territorio burgundio, los prefijos Wal- y Walen- (que significa 'galés', es decir, 'romano') se encuentran en gran número en el área entre el Aar y el Sarine, que marcó la frontera lingüística desde el siglo VIII.
En el sur y el este del país, el proceso no fue tan rápido, y la frontera del idioma siguió cambiando durante un período más largo. El romanche continuó siendo dominante durante mucho tiempo en los valles réticos, y todavía se extendió, según ciertas fuentes, hasta Einsiedeln en el siglo X; Glaris era todavía bilingüe en el siglo XI, en el momento en que el dialecto germánico comenzaba a extenderse desde el distrito de Goms a todo el Alto Valais por la migración de los Walsers, que luego se unirían, en el siglo XIII, en los valles de los Grisones. De hecho, en el siglo XIV, la mayoría de los valles y todo el Vorarlberg pasaron a ser germanófonos, la lengua de la clase dominante. Los únicos enclaves romanches permanecieron en lugares que estaban conectados por puertos de montaña a Italia.

## El desarrollo del cristianismo

Expansión del Imperio franco

### Los francos
Entre el siglo VI y el siglo VII, el territorio suizo pasó a manos de los francos que se anexionaron el reino de Burgundia y favorecieron la instalación de los alamanes en el nuevo «Ducado de Alemania», cuyo centro se encontraba en la región de Zúrich y de Winterthur, mientras obligaba a los ostrogodos a cederles la Provenza con el objetivo de tener un acceso al mar Mediterráneo. Las disensiones internas de los merovingios obligarán a detener esa fase de expansión a mediados del siglo VII, cuando comenzó la expansión de los pueblos islámicos (entonces llamados «sarracenos»), que no sería detenida hasta Carlos Martel en el año 732 en Poitiers, cuando los saqueadores árabes habrían llegado, según la leyenda, a la meseta suiza e incluso al Valais.
Bajo los reyes carolingios, proliferó el sistema feudal y los monasterios y obispados fueron bases importantes para mantener el dominio. Los francos aplicaban el derecho germánico de la herencia a sus reinos, lo que implicaba la división del patrimonio entre los herederos varones; el territorio de Suiza no escapó a esa costumbre y cambió de manos durante trescientos años según las sucesiones en la nobleza franca. Además, ninguna entidad política agrupó a todo el territorio durante ese período, estando las diferentes regiones adscritas a diferentes grupos. Sin embargo, siguió siendo una posesión franca durante el período carolingio, que comenzó poco después de mediados del siglo VIII y que marcó una segunda ola de expansión hacia el sur y el este, que condujo a la conquista del reino lombardo en 773-774.
Esta conquista se dirigió principalmente por los pasos réticos, como el Spluga, el Septimer y la Maloja, que se convirtieron así en vías de comunicación que conectaban el norte y el sur del reino al tomar la antigua calzada romana que, pasando por Coira (Chur), se unía al lago de Zúrich para continuar hacia Estrasburgo y Maguncia. De hecho, en 807, Recia perdió su condición de región romana autónoma que databa de la época romana para convertirse en un comes carolingio. Los pasos occidentales de los Alpes, y más particularmente el paso del Gran San Bernardo y el paso del Simplón, estaban entonces en manos del reino de Neustria, que también controlaba la parte local de la antigua calzada romana, la Via Francígena, que unía Roma con Canterbury.
Aunque se han conservado pocos documentos sobre la historia del actual territorio de Suiza durante las épocas merovingia y carolingia, sí se sabe que la administración establecida por los francos en el territorio de los burgundios y los alamanes fue significativamente diferente en ambos casos. Si la parte burgundia, entonces sujeta a la Lex Burgundionum, mantuvo su propia administración, los alamanes, que recibieron una Lex Alemanorum, estuvieron totalmente sujetos a la administración franca; el territorio fue dividido en Gaue (este término ha persistido en topónimos como Aargau o Thurgau) gobernado por un conde y los hombres eran clasificados socialmente según el sistema feudal. Al margen de ese sistema, un número importante de campesinos libres, que vivían en una economía cerrada, sobrevivieron, sin embargo, en las regiones montañosas o de difícil acceso.

### Las diferentes diócesis del país

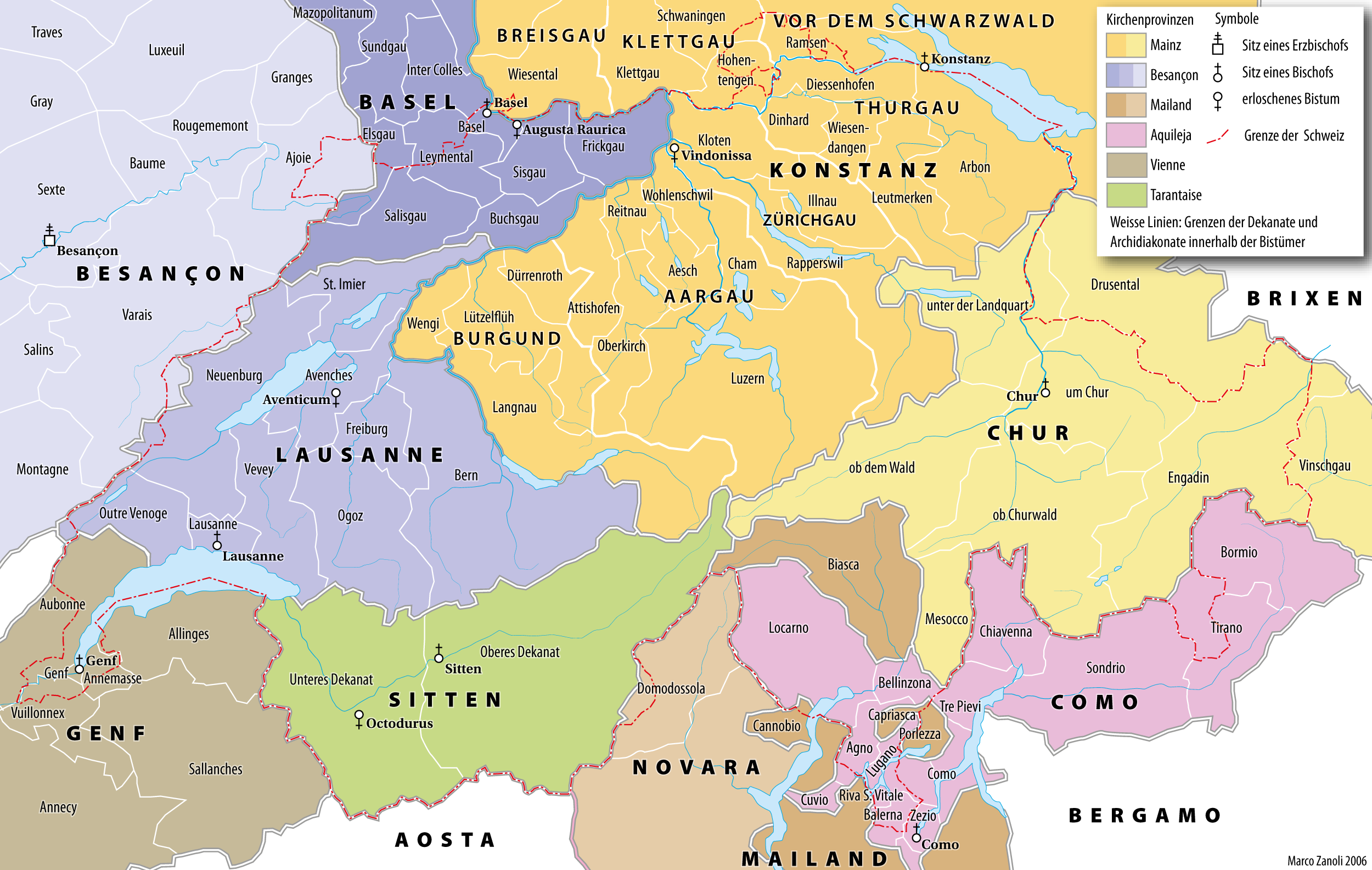
División de los obispados en el territorio de Suiza

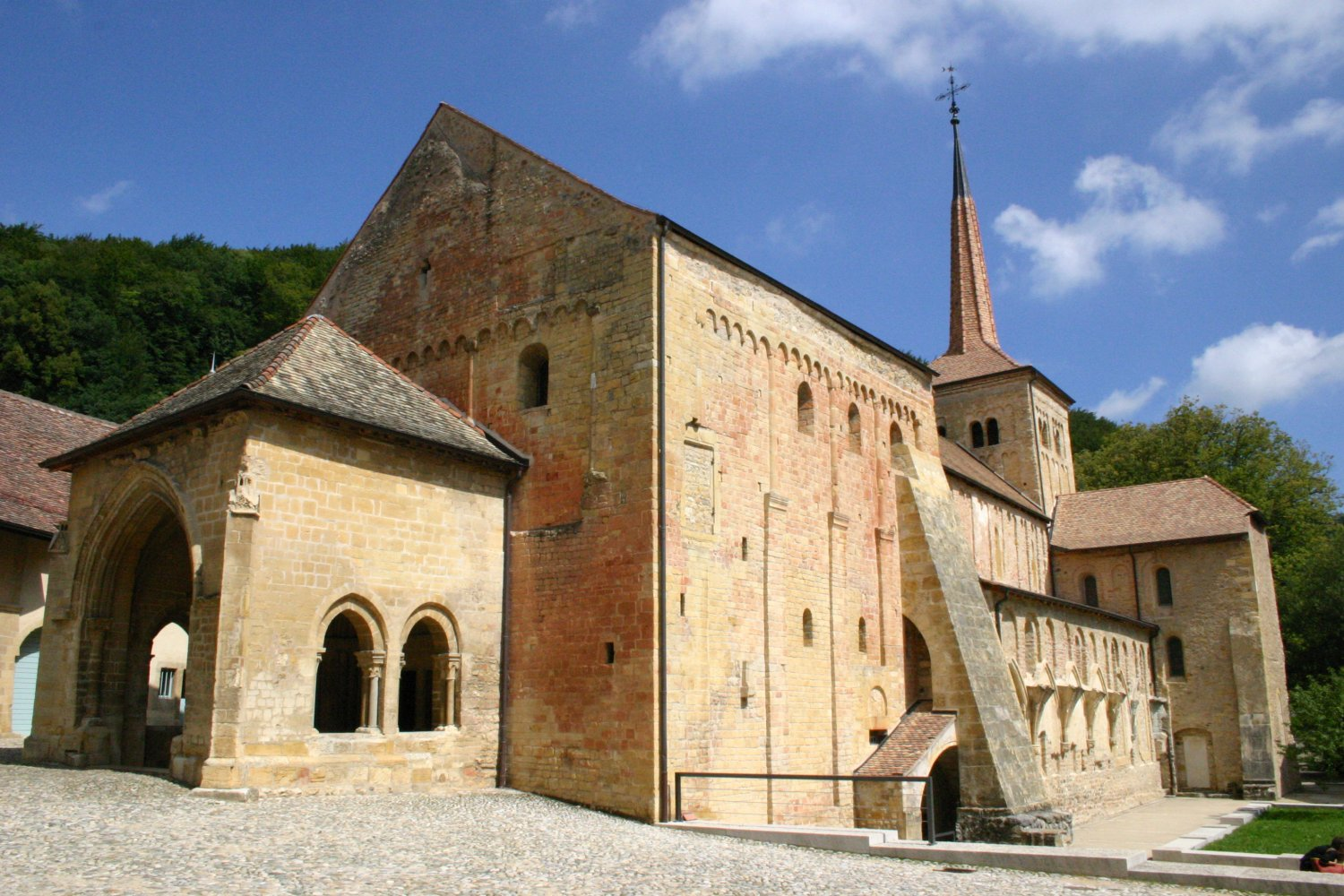
La abadía de Romainmôtier, fundada en el

Algunas villas del territorio contaban con un obispo desde finales de la época romana, pero su influencia en las zonas rurales era entonces mínima. Fue solo con la estabilidad que trajeron los francos cuando la cristianización se extendió al campo, fijando así gradualmente las fronteras entre las diócesis y permitiendo la construcción de los primeros edificios cristianos en el país.
Si las diócesis de Coira o Chur —que abarcaba el territorio de la antigua Recia, así como la Suiza central—, y de Ginebra —que se extiende desde el Aubonne hasta la actual Alta Saboya—, han experimentado una gran estabilidad a lo largo del tiempo, no ocurrió lo mismo con los demás obispados que se reestructuraron más o menos profundamente durante la segunda mitad del siglo VI. Así, en el Valais, la antigua sede episcopal de Martigny se trasladó a Sion en 585 a raíz, en particular, de las incursiones de los lombardos en 574. La sede del obispado del territorio de los helvéticos se trasladará durante algún tiempo desde Avenches a Windisch antes de volver a Avenches y luego ser trasladada a Lausana sobre el monte de la ciudad, mientras que Augst fue abandonada por Basilea en 561.
En la parte oriental del país, la cristianización tardía de los alamanes provocó la creación hacia el año 600 del nuevo obispado de Constanza, el primero de este tipo que no se fundó sobre los restos de una institución romana anterior. La delimitación entre este obispado y sus vecinos de Basilea y de Coira no se fijará hasta mediados del siglo VIII.
Paralelamente al establecimiento o fortalecimiento de las ciudades episcopales, los misioneros llegados de la Galia crearon varias abadías, como las de Reichenau, fundada en una isla del lago de Constanza en el año 724 y que se convertirá en uno de los grandes centros culturales de la época carolingia o de Pfäfers en 731 y, más tardíamente, la de Einsiedeln en el siglo X. Sin embargo, fue la abadía de San Galo, fundada por el monje irlandés Galo de Arbona, la que experimentó la mayor influencia, particularmente con el desarrollo, en el siglo XI, de las artes de la caligrafía y la fabricación de libros; Al principio simple enlace entre varias ermitas, se construyó allí en 720 un monasterio antes de que los monjes se embarcaran en un gran trabajo de desbroce de los bosques de Appenzell y del valle de San Galo para finalmente extender su dominio al Vorarlberg y a la actual Alsacia.
Al mismo tiempo, la región del Jura vio la creación o restauración de varios conventos que albergaban comunidades religiosas, como el de Saint-Ursanne, fundado en el siglo VII sobre la tumba de Ursicinus, Romainmôtier, fundado según la leyenda por Saint Romain y San Lupicino en el siglo V o Saint-Imier hacia el año 600. En los Grisones, el convento de Disentis/Mustér fue, desde el año 700, el primer establecimiento benedictino en suelo del país.

### Las divisiones carolingias

División del imperio carolingio en tres reinos por el Tratado de Verdún (843)

División del imperio de Lotario I tras el Tratado de Prüm (855)

División del imperio carolingio tras el tratado de Meerssen (870).

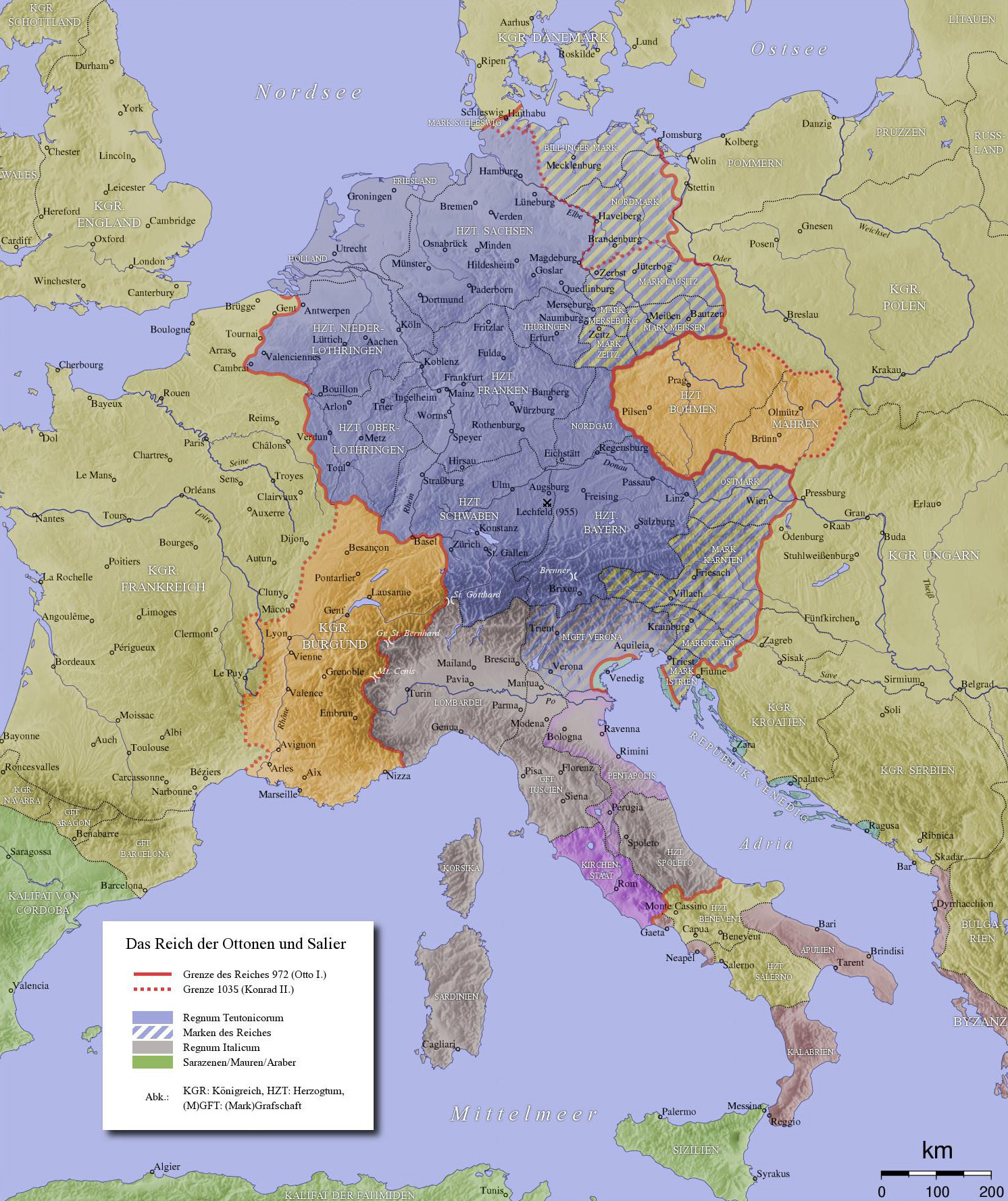
El imperio de los otonianos y salios en el

Tras la muerte de Carlomagno, sus hijos Carlos II el Calvo, Lotario I y Luis II de Germania suscribieron el Tratado de Verdún de 843 que dividió el imperio en tres reinos. El territorio helvético se dividió entonces en dos partes aproximadamente iguales, delimitadas de norte a sur por una línea que seguía el Bajo Aar, girando hacia el sur en el Rin, pasando al oeste de Lucerna y cruzando los Alpes a lo largo del alto Ródano hasta el paso de San Gotardo; la parte occidental se incluyó en la Francia Occidental de Carlos II, mientras que la parte oriental lo hizo en la Francia Oriental de Luis el Germánico.
En 855 Lotario I, sintiéndose enfermo en Prüm (probablemente en el castillo de Schüller), dividió la parte que le había correspondido entre sus tres hijos, correspondiendo a: Luis II el Joven, el mayor, la corona imperial y la parte meridional del imperio más allá de los Alpes, el reino de Italia (constituido por el norte de la península); a Lotario II la parte septentrional del imperio, situada entre Frisia, los Vosgos y la Borgoña Transjurana (entre Holanda y la Lorena actual —lo que se llamó desde entonces la Lotaringia— y el espacio comprendido entre el valle del Saona, el macizo del Jura, la Suiza occidental de habla francesa y el Valle de Aosta italiano); y a Carlos, la Provenza y la Borgoña Cisjurana (territorios situados entre el valle del Ródano y los Alpes hasta el lago de Ginebra). Lotario I, después del reparto de sus dominios, se retiró de la vida pública y se hizo monje de la misma abadía de Prüm, donde falleció algunos días más tarde. A la muerte del menor de los tres hermanos, Carlos de Provenza en 863, su reino fue a su vez repartido entre sus dos hermanos mayores: Lotario II y Luis II.
En 870, después de la muerte de Lotario II, sus dos tíos Carlos el Calvo y Luis el Germánico firmaron el Tratado de Mersen, que consagró la división de la Lotaringia entre ambos. El tratado modificó la línea divisoria entre la Francia Media y la Oriental y la llevó más allá del Jura, incluyendo así todo el territorio suizo actual en el reino franco oriental, con la excepción de los valles al sur de los Alpes, de la cuenca del lago de Ginebra y del Valais. Solo el paso de San Gotardo no cambió de manos, lo que garantizaba que ninguno de los reinos resultantes de esas divisiones pudiera controlar él solo todos los puertos alpinos.
Sin embargo, esos tratados nunca se implementaron realmente, debido sobre todo al comienzo de las insurrecciones de los nobles germanos contra los que el rey Luis el Germánico tuvo que intervenir a partir de 840, en particular mediante el establecimiento de un palacio real en Zúrich, visitado por él con frecuencia. Luis concedió en 853 tierras suyas en el valle del Reuss al monasterio de San Félix y Regula en Zúrich (hoy en día abadía de Fraumünster), del cual su hija Hildegarda fue la primera abadesa. Según la leyenda, esto ocurrió después de que un ciervo con un crucifijo iluminado entre las astas se le apareciera en los pantanos de las afueras de la ciudad, a orillas del lago de Zúrich. Sin embargo, hay evidencia de que el monasterio ya existía antes de 853. El Fraumünster está al otro lado del río desde el Grossmünster, que según la leyenda fue fundado por el mismo Carlomagno, ya que su caballo cayó de rodillas en el lugar donde los mártires Félix y Regula habían sido enterrados. Fraumünster reforzaba además el conjunto eclesiástico formado por las abadías de San Galo y de Reichenau y le permitía mantener su autoridad en la región. Luis se convirtió así en uno de los terratenientes más ricos de la Suiza central y oriental.
El imperio, que aún no tenía capital, se basaba en el poder real (el rey, elegido por la asamblea de los nobles, era entonces juez y comandante supremo) y en el «homenaje» de los duques que, a su vez, tenían sus propios vasallos. A causa del tamaño del Imperio y a la falta de una administración central, los emperadores delegaban sus poderes en los señores feudales locales mientras otorgaban a ciertas ciudades y abadías y monasterios el derecho, llamado de «inmediación imperial» (en alemán: Reichsfreiheit o Reichsunmittelbarkeit), de administrarse y hacer justicia en nombre del emperador. La posición privilegiada de la abadía de Fraumünster (impuestos reducidos y mayor autonomía) animó a los demás hombres del valle a ponerse bajo la autoridad de la abadía. Al hacerlo, obtenían las ventajas de la inmediación y se acostumbraron a la relativa libertad y autonomía. La única fuente de autoridad real o imperial era el advocatus o Vogt de la abadía que el emperador nombraba, en general a miembros de una misma familia como señal de confianza.
En el siglo X, el dominio de los carolingios se debilitó: los magiares destruyeron Basilea en 917 y San Galo en 926. Casi al mismo tiempo, en la década de 920, los árabes avanzaban desde Fraxinetum (Provenza) en el sur de Francia y saquearon y destruyeron el Valais y partes de los Grisones en los años siguientes. El punto culminante de su actividad fue el saqueo del abadía de San Mauricio y, posiblemente en el mismo año, el ataque al obispado de Coira. A veces, ciertos cruces alpinos, p.ej. el paso del Gran San Bernardo, quedaron bajo su control. Fueron expulsados de Fraxinetum y de sus retiros alpinos en 972/973. Todavía no se han encontrado rastros de asentamientos árabes en los Alpes suizos.
Los conradinos (de Wetterau) iniciaron un gobierno que será de largo tiempo sobre Suabia. El peligro de los magiares solo fue evitado en 955 por el emperador alemán Otón I en la batalla de Lechfeld, y los territorios suizos se reintegraron en el imperio.
Toda la Suiza actual se integró en el Sacro Imperio Romano Germánico en la Alta Edad Media. En 951 fue el reino de Italia el que se unió al imperio de los otonianos —y más tarde de los salios—, y en 1033 también lo hizo el reino de Borgoña. Los pasos alpinos suizos fueron entonces de gran importancia estratégica para los emperadores, ya que sus campañas hacia Italia casi inevitablemente pasaban por Suiza. Por ello los emperadores poseían tierras a lo largo de las rutas comerciales importantes, las llamadas propiedades imperiales, y también fundaron monasterios y Kaiserpfalz —palacios imperiales que serían, temporal y secundariamente, como sedes de poder del emperador— para asegurar esas rutas.

### Suabia y Borgoña

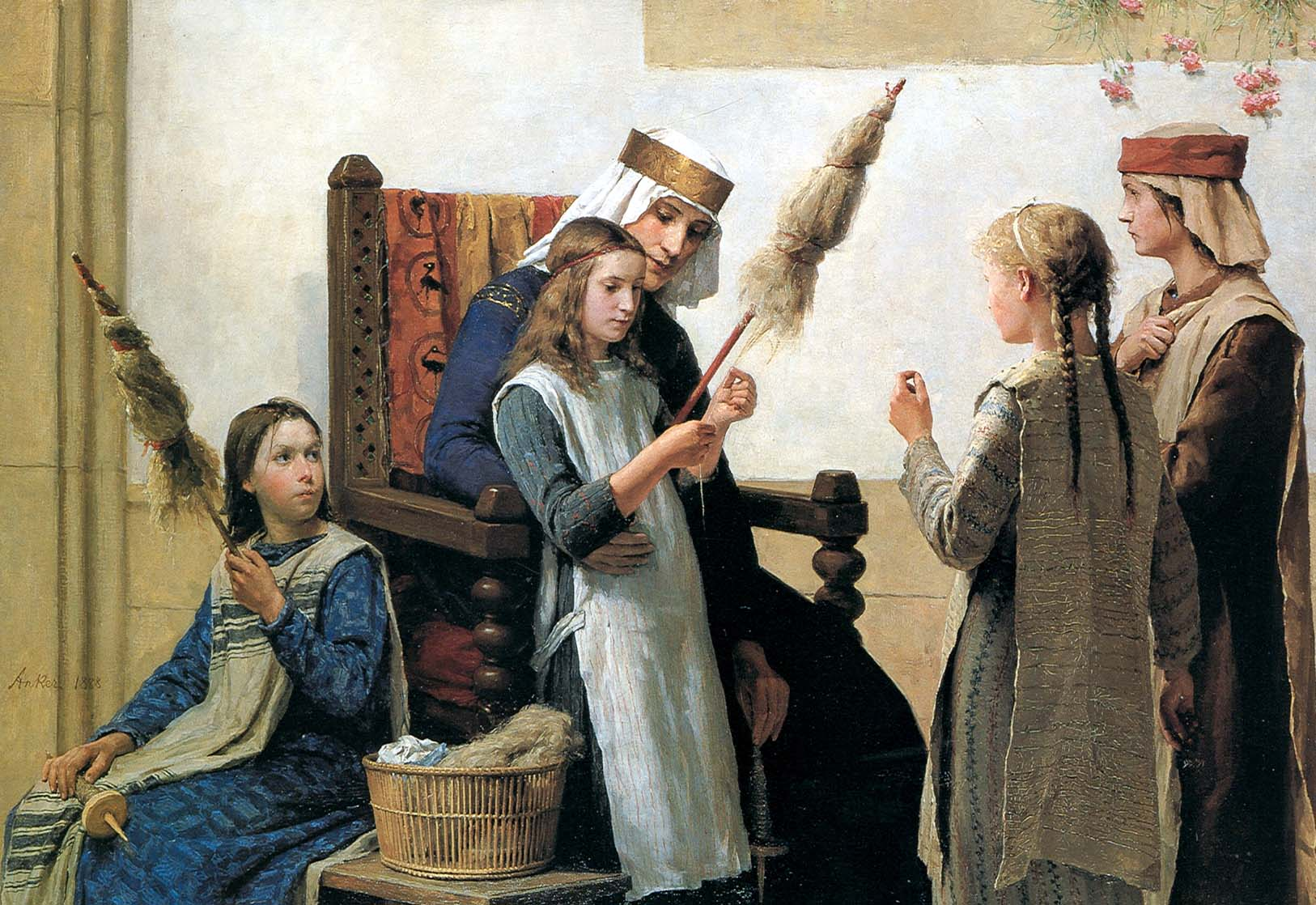
Berta de Suabia, obra de Albert Anker, 1888.

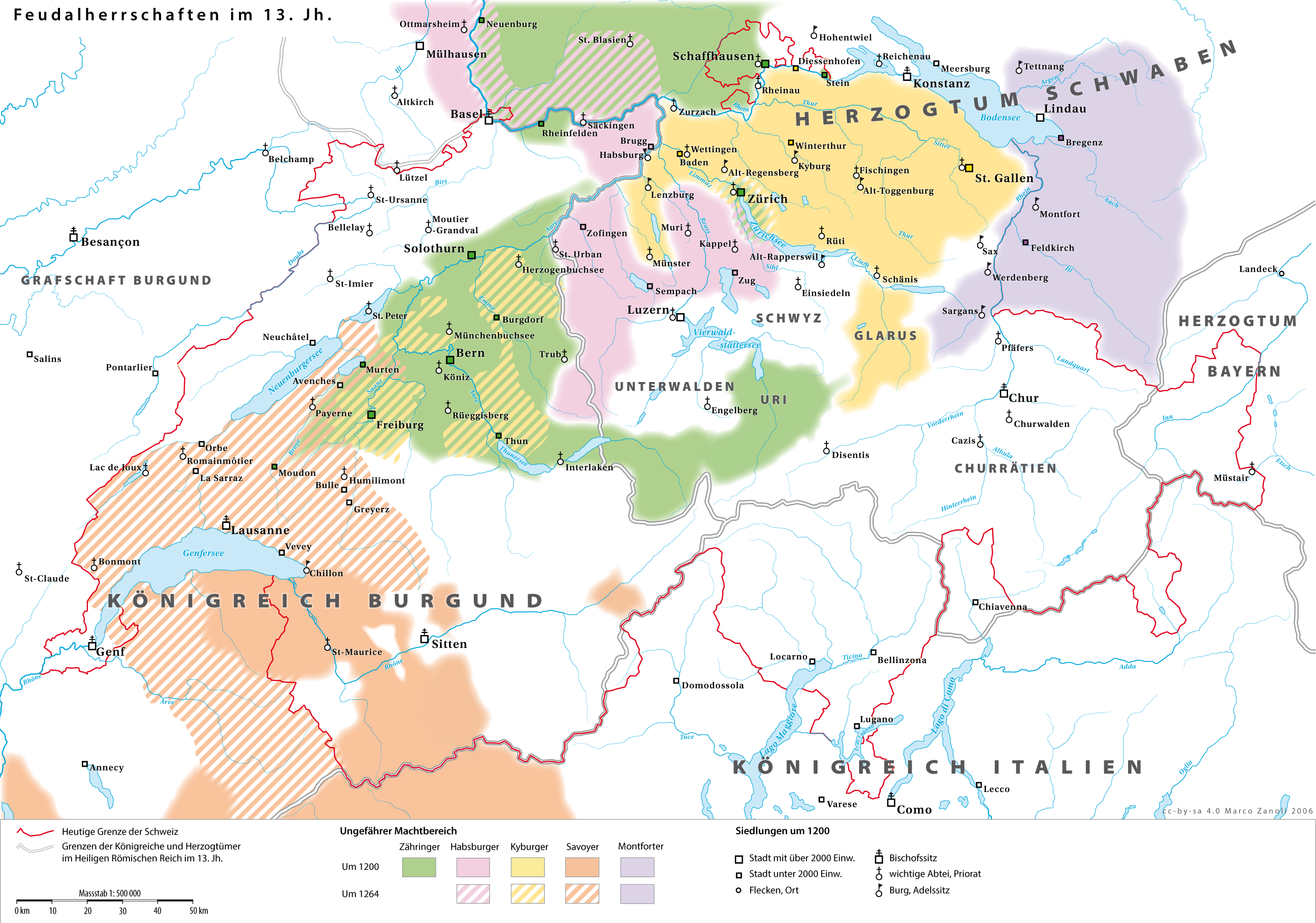
Los gobiernos feudales en Suiza alrededor de 1200:
Las posesiones de Savoya y de los Zähringen transjuranas formaban parte del Arelato en el ; Saboya se separó del Arelato en 1361.

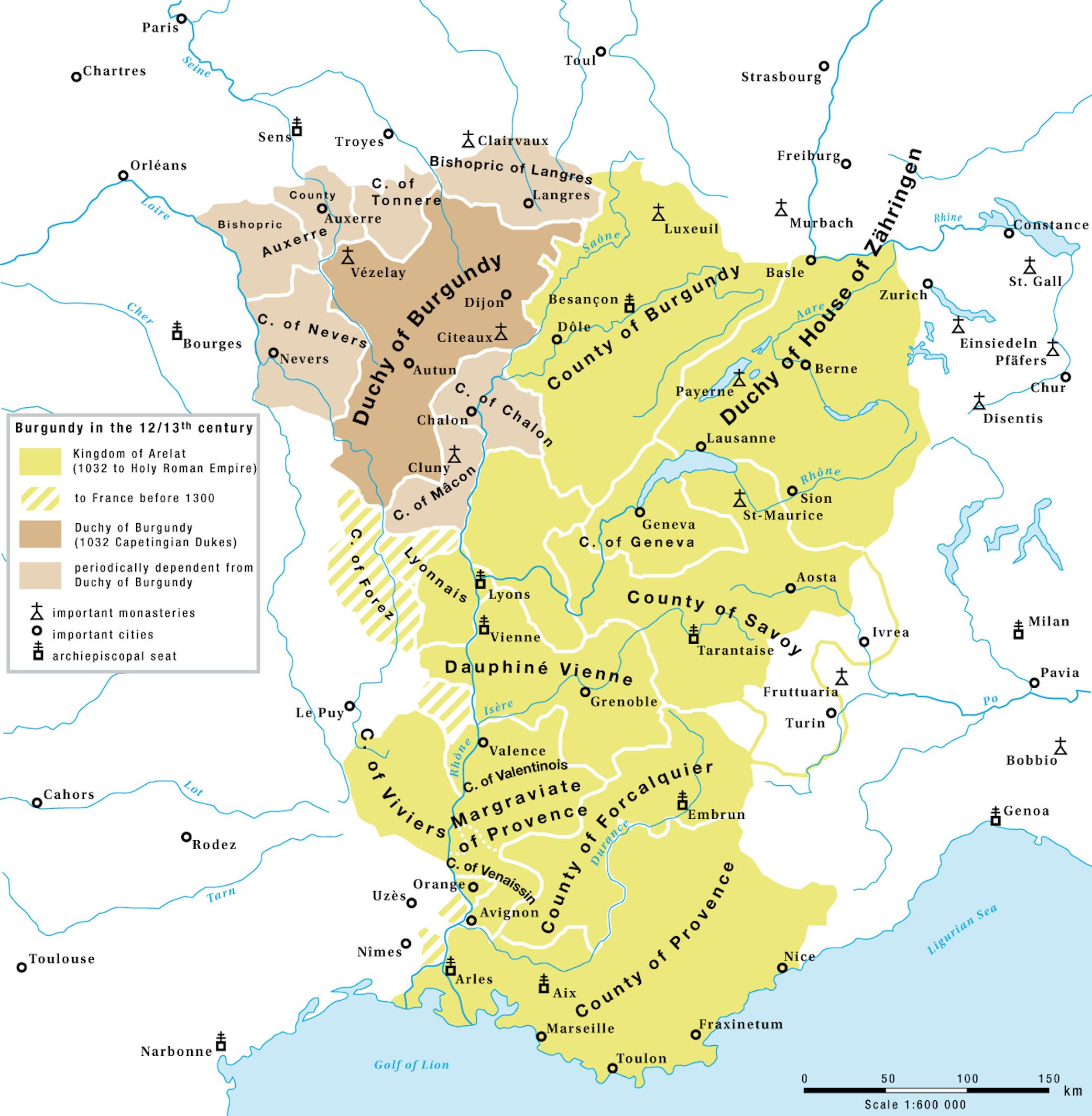
El Arelato y el ducado de Burgundia en el siglo XII y principios del XIII. En el noreste de Burgundia, lo que ahora es la Suiza francófona, las esferas de influencia de Francia y el Sacro Imperio Romano Germánico se superpusieron. Bertoldo II perdió su título de duque de Suabia en 1098 y se llamó a sí mismo «duque de Zähringen» desde 1100. Su hijo Conrado I era el rival de Renaud III de Mâcon para el gobierno del Arelato. Renaud prevaleció, aunque tuvo que ceder gran parte de las tierras del este de Transjurania a Conrado, quien fue nombrado "rector de Burgundia" en 1127, sentando un precedente de que el oeste de Suiza se consideraba un territorio separado del resto de Burgundia.

Flujos de tráfico y comercio en Suiza en la Edad Media

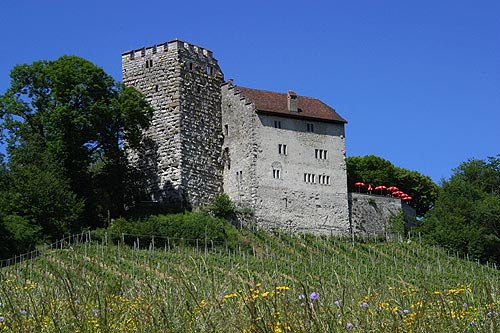
Castillo de Habsburgo, cerca de Brugg

En el este, Rodolfo I se hizo elegir, en enero de 888, por un grupo de laicos y eclesiásticos en la basílica de Saint-Maurice rey de la Borgoña transjurana (r. 888-912), un reino independiente que incluía todo el conjunto de la Suiza romanda actual, Basilea, Soleura, Berna, Franco Condado y la región de Saboya con el Valle de Aosta e importantes pasos alpinos. Tenía la capital en Saint-Maurice y en Payerne. Su hijo y sucesor, Rodolfo II (r. 912-937), adquirió en 933 el reino de Provenza (también llamado reino de la Baja Borgoña) cuando el bosónida Hugo de Arlés, rey de Italia, se lo cedió a cambio de la renuncia de Rodolfo II a la corona de Italia. Rodolfo II fundó así el reino de Arlés o Arelato, llamado asimismo segundo reino de Borgoña-Provenza, agrupando los dos reinos de la Alta y la Baja Borgoña en el nuevo reino.
Alamania, por otro lado, permaneció integrada como el ducado raíz (en alemán: Stammesherzogtum, lit., 'ducado tribal') de Suabia en lo que luego se convertirá en el Sacro Imperio Romano Germánico. Burcardo I de Suabia (r. 909-911), gobernante centrado alrededor de Zúrich, entró en conflicto en 911 con el conde palatino (esto es, nombrado por el rey de la Francia Oriental) Erchanger y con el obispo Salomón III de Constanza, que eran leales al rey Conrado I de Alemania. Fue capturado y acusado de alta traición y encontrado culpable por el consejo tribal que le juzgó. Ateniéndose a la ley tribal Lex Alemannorum, fue ejecutado junto con su hermano Adalberto III de Turgovia. Erchanger le sucedió en 915-917. Fue solo después de la muerte del rey, en 917, cuando los nobles locales pudieron liberarse del dominio carolingio al fundar el Ducado de Suabia.
Tras un enfrentamiento en 919 en Winterthur, las potencias burgundia y suaba firmaron una paz sellada por el matrimonio del rey borgoñón Rodolfo II con la futura reina Berta, hija del duque suabo Burcardo II de Suabia (917-926) y fundadora del monasterio de Payerne y que más tarde sería considerada santa en la región de Vaud. Esa paz marcó el comienzo de un período próspero para el reino de Borgoña, que experimentó un rápido cambio demográfico, económico y arquitectónico, mientras que el poder real se erosionaba gradualmente, con los obispados de Lausana, Sion y Basilea recibiendo tanto territorios como derechos soberanos del rey Rodolfo III de Borgoña (r. 993-1032). Sin heredero directo, rindió homenaje y designó como heredero en 1018 al entonces emperador Enrique II. Fue Conrado II el Sálico el que finalmente heredó, quien gracias a su matrimonio también estaba ya posesión de Suabia, pasando todo el territorio helvético al Sacro Imperio Romano Germánico. Rodolfo III había entregado el Valais como feudo al obispo de Sion en 999, y cuando Burgundia y, por lo tanto, también el Valais pasaron a formar parte del Sacro Imperio, el obispo fue nombrado igualmente conde del Valais. El Arelato siguió existiendo principalmente sobre el papel a lo largo de los siglos XI al XIV, sus restos pasaron a Francia en 1378, pero sin sus partes suizas —Berna y Argovia, que en el siglo XII ya habían quedado bajo el dominio de los Zähringer y de los Habsburgo— y del condado de Saboya, que quedó separado del Arelato poco antes de su disolución, en 1361.
Varias familias nobles ejercieron el cargo de conde en Suiza como representantes feudales del imperio. Las más conocidas fueron las familias de los Zähringer, los Kyburg y los Lenzburg, que eran ricos propietarios en Argovia, Zurichgau y Turgovia. Se enfrentaron por cargos, propiedades e influencia en todo el sur de Alemania. A partir del siglo XII, las familias nobles locales fundaron numerosas ciudades a lo largo del Mittelland para asentar sus propiedades y para su seguridad militar, aunque no todas se desarrollaron con éxito. Eso dependía en gran medida de la ubicación de la ciudad, pero también de la influencia del fundador de la ciudad. Las ciudades de los Zähringen de Friburgo (1120), Fribourg (1157) y Berna  (1191), por ejemplo, se desarrollaron espléndidamente, mientras que Glanzenberg, cerca de Zúrich, fundada por los Regensberger, se convirtió en una ciudad desierta.
La dinastía de los Zähringer terminó con la muerte de Berchtold V de Zähringen en 1218, y sus ciudades —Zúrich, Berna, Friburgo y Schaffhausen— se independizaron posteriormente, convirtiéndose en «ciudades imperiales libres»; el cargo de Vogt sobre la abadía de San Félix y Regula en Zúrich fue otorgado a los Habsburgo, pero fue rápidamente revocado. En ese momento los duques de Kyburg competían con la casa de los Habsburgo por el control de las regiones rurales del antiguo territorio Zähringer. El ascenso de la dinastía de los Habsburgo ganó impulso cuando los Kyburg se extinguieron y, por lo tanto, pudieron dominar gran parte del territorio al sur del Rin. Después, en solo unas pocas generaciones lograron extender su influencia a través de Suabia en el sureste de Alemania hasta Austria.
Debido a la extinción de algunas familias de condes locales en el siglo XIII, las propiedades de la tierra de la alta nobleza se concentraron fuertemente. Los Habsburgo fueron los que más se beneficiaron. Su sede ancestral, el castillo de Habsburgo, se encontraba cerca de la pequeña ciudad de Brugg, en Argovia. Los condes de Habsburgo, que originalmente solo poseían propiedades en Alsacia y Argovia, heredaron extensas tierras de los Zähringer, Lenzburger y Kyburgers en el centro, oeste y este de Suiza a través de una inteligente política matrimonial. Además, nuevas familias nobles ascendieron al estatus de condes, como los Toggenburgo en el este de Suiza y los Saxer en los Grisones. Junto a la nobleza, la iglesia siguió siendo el mayor terrateniente de Suiza. En particular, algunos monasterios pudieron formar verdaderos estados monásticos: San. Galo, Einsiedeln (965), Pfäfers (861) y Disentis (720). Los obispos de Sion, Lausana, Ginebra, Basilea, Constanza y Coira tenían derechos soberanos en sus diócesis desde principios de la Edad Media y también los ampliaron elevándose a «obispados principescos» más o menos independientes en la Alta Edad Media.
Bajo el gobierno imperial de los Hohenstaufen (1138 en adelante), los pasos alpinos en Recia y el paso de San Gotardo ganaron importancia. Especialmente este último se convirtió en una importante ruta directa a través de las montañas. La construcción del puente del Diablo (Teufelsbrücke) a través del Schöllenenschlucht en 1198 trajo consigo un marcado aumento del tráfico en el camino de herradura sobre el paso.
Además de la desaparición de esas destacadas familias, las disputas entre el emperador y el papa favorecieron la independencia de las ciudades y los valles más importantes de Suiza en el siglo XIII. Federico II (r. 1220-1250) concedió el Reichsfreiheit a Schwyz en 1240 en el Freibrief von Faenza en un intento de colocar el importante paso bajo su control directo mientras estaba en guerra con las ciudades lombardas y se aseguraba la lealtad de las ciudades en su lucha con el papa Inocencio IV (su hijo y, durante algún tiempo, co-regente Enrique VII ya había otorgado los mismos privilegios al valle de Uri en 1231 (el Freibrief von Hagenau); Unterwalden era de facto reichsfrei, ya que la mayor parte de su territorio pertenecía a monasterios, se habían independizado incluso antes en 1173 bajo Federico I Barbarroja).
Mientras algunas de las "Comunidades Forestales" (Waldstätten, es decir, Uri, Schwyz y Unterwalden) eran reichsfrei, los Habsburgo aún reclamaban autoridad sobre algunas aldeas y gran parte de la tierra circundante. El castillo de Neu Habsburg se construyó en 1244 para ayudar a dominar el lago de Lucerna y restringir las comunidades forestales vecinas. En 1245 Federico II fue excomulgado por Inocencio IV en el Primer Concilio de Lyon. Cuando los Habsburgo se pusieron del lado del papa, algunas de las Comunidades Forestales (Berna, Basilea y Zúrich) se pusieron del lado de Federico. En ese momento el castillo de Neu Habsburg fue atacado y dañado. Cuando Federico fracasó contra el papa, aquellos que se habían puesto de su lado fueron amenazados con la excomunión y los Habsburgo ganaron poder adicional. En 1273, los derechos de las Comunidades Forestales fueron vendidos por una rama menor de los Habsburgo al cabeza de familia, Rodolfo I. Unos meses más tarde se convirtió en Rey de romanos, título con el que llegaría a emperador del Sacro Imperio Romano Germánico. Por lo tanto, Rodolfo pasó a ser el gobernante de todas las comunidades reichsfrei, así como de las tierras que gobernaba como jefe de la casa de los Habsburgo.
Instituyó un gobierno estricto en sus países de origen y elevó enormemente los impuestos para financiar guerras y nuevas adquisiciones territoriales. Como rey, también había llegado a ser finalmente el señor feudal directo de las Comunidades Forestales, que vieron así restringida su anterior independencia. El 16 de abril de 1291, Rodolfo compró a la abadía de Murbach, en Alsacia, todos los derechos sobre la ciudad de Lucerna y las propiedades de la abadía en Unterwalden. Las Comunidades forestales vieron cortada su ruta comercial por el lago de Lucerna y temieron perder su independencia. Cuando Rodolfo murió el 15 de julio de 1291, las Comunidades se prepararon para defenderse. El 1 de agosto de 1291 se hizo una Liga Eterna entre las Comunidades Forestales para la defensa mutua contra un enemigo común.
En el Valais, las crecientes tensiones entre los obispos de Sion y los condes de Saboya llevaron a una guerra que comenzó en 1260. La guerra terminó después de la batalla de Scheuchzermatte cerca de Leuk en 1296, donde las fuerzas de Saboya fueron aplastadas por el ejército del obispo, apoyado por tropas de Berna. Después de la paz de 1301, Saboya conservó solo la parte inferior del Valais, mientras que el obispo controlaba el Valais superior.
El final de la dinastía Staufer y el comienzo del Gran Interregno en el imperio también marcaron la transición a la Baja Edad Media para lo que ahora es Suiza. Fue en esta estructura bastante laxa en la que surgió una alianza entre tres valles conocida más tarde como la Confederación de los III cantones.
Los reyes de Borgoña impulsaron la cristianización a través de monasterios recién fundados, por ejemplo, en Romainmôtier o St. Maurice en Valais en 515. En la parte de Alamania, solo continuaron existiendo comunidades cristianas aisladas; prevalecía la fe germánica, incluida la adoración de Odín (Wotan). Los monjes irlandeses Columbanus y Gallus reintrodujeron la fe cristiana a principios del siglo VII. El obispado de Constanza también fue fundado en esa época.